# پیاده‌روی در جنگل (فیلم)
پیاده‌روی در جنگل (انگلیسی: A Walk in the Woods) فیلمی در ژانر کمدی، ماجراجویی و زندگینامه‌ای و محصول کشور آمریکا است که در سال ۲۰۱۵ منتشر شد. کارگردان این فیلم کن کواپیس است که آن را بر اساس رمانی به همین نام نوشته بیل بروسون ساخته‌است.

## بازیگران
- رابرت ردفورد در نقش بیل بروسون
- نیک نولتی در نقش استفان کاتز
- کریستین شال در نقش کاتین بریسون
- نیک آفرمن در نقش ماری اِلن
- مری استینبورگن در نقش ری دیو
- اما تامسون در نقش جینی